# A Society Scandal
A Society Scandal is een Amerikaanse dramafilm uit 1924 onder regie van Allan Dwan. In Nederland werd de film destijds uitgebracht onder de titel Echtbreuk. De film is wellicht zoekgeraakt.

## Verhaal
Marjorie Colbert wordt verwaarloosd door haar man Hector. Door een misverstand denkt Hector dat ze verliefd is op een andere man. De moeder van Hector staat erop dat hij van zijn vrouw scheidt. Marjorie geeft de schuld aan Daniel Farr, de advocaat van haar man. Ze wil zich op hem wreken door zijn goede naam te besmeuren. Uiteindelijk worden hij en Marjorie verliefd.

## Rolverdeling
| Acteur             | Personage             |
| ------------------ | --------------------- |
| Gloria Swanson     | Marjorie Colbert      |
| Rod La Rocque      | Daniel Farr           |
| Ricardo Cortez     | Harrison Peters       |
| Allan Simpson      | Hector Colbert        |
| Ida Waterman       | Mevrouw Colbert       |
| Thelma Converse    | Mevrouw Pennfield     |
| Catherine Coleburn | Vriendin van Marjorie |
| Catherine Proctor  | Mevrouw Burr          |
| Wilfred Donovan    | Hamilton Pennfield    |
| Yvonne Hughes      | Patricia DeVoe        |
| Marie Shelton      | Vriendin van Marjorie |
| Dorothy Stokes     | Vriendin van Marjorie |
| Cornelius Keefe    | Vriendin van Marjorie |
| Frazer Coulter     | Schuyler Burr         |